# Florentianus (hofmeier)
Florentianus leefde rond 589 en was hofmeier onder koning Childebert II (575-596).
Hij werd als gezant naar het hof van de Suevenkoning Miro in Galicië gezonden. Rond 589 richtte bisschop Marovech van Poitiers een verzoek aan koning Childebert II om steun bij de belastinginning.
Florentianus werd samen met paltsgraaf Romulfus naar Poitiers en Tours gestuurd om de belasting te innen. In de stad Tours kwamen beide belastinginners in aanvaring met bisschop Gregorius van Tours. Gregorius stuurde vervolgens een verzoek naar de koning om vrijstelling van betaling voor de gehele stad Tours uit respect voor de heilige Martinus die in Tours begraven ligt. Martinus was de patroon- beschermheilige van het Merovingische rijk. De koning ging overstag en Tours werd gespaard van de belastingheffing.

## Beknopte bibliografie
- Gregorius van Tours, Historiën, Baarn, 1994, p. 524. (IX 30.)
- K.H. Haar, Studien zur Entstehungs- und Entwicklungsgeschichte des Fränkischen Maior Domus-Amts, Augsburg, 1968, pp. 41-42.
- K. Selle-Hosbach, Prosopographie Merowingischer Amtsträger in der Zeit von 511-613, Bonn, 1974, p. 94.